# کام پطروسیان
کامرون راک پطروسیان (انگلیسی: Cameron Rock Bedrosian؛ زادهٔ ۲ اکتبر ۱۹۹۱) بازیکن بیس‌بال در پست پیچر ارمنی‌تبار اهل ایالات متحده آمریکا است که در لیگ برتر بیسبال آمریکا بازی می‌کند. وی از سال ۲۰۱۴ میلادی تاکنون مشغول فعالیت ورزشی بوده است.

## زندگی شخصی
وی در ۲ اکتبر ۱۹۹۱ ‏در سنویا، جورجیا به دنیا آمد و پسر استیو پتروسیان می‌باشد.

## باشگاهی
از تیم‌هایی که وی در آن بازی کرده است می‌توان به لس آنجلس آنجلز اشاره کرد.